# Anna-Maria Hefele

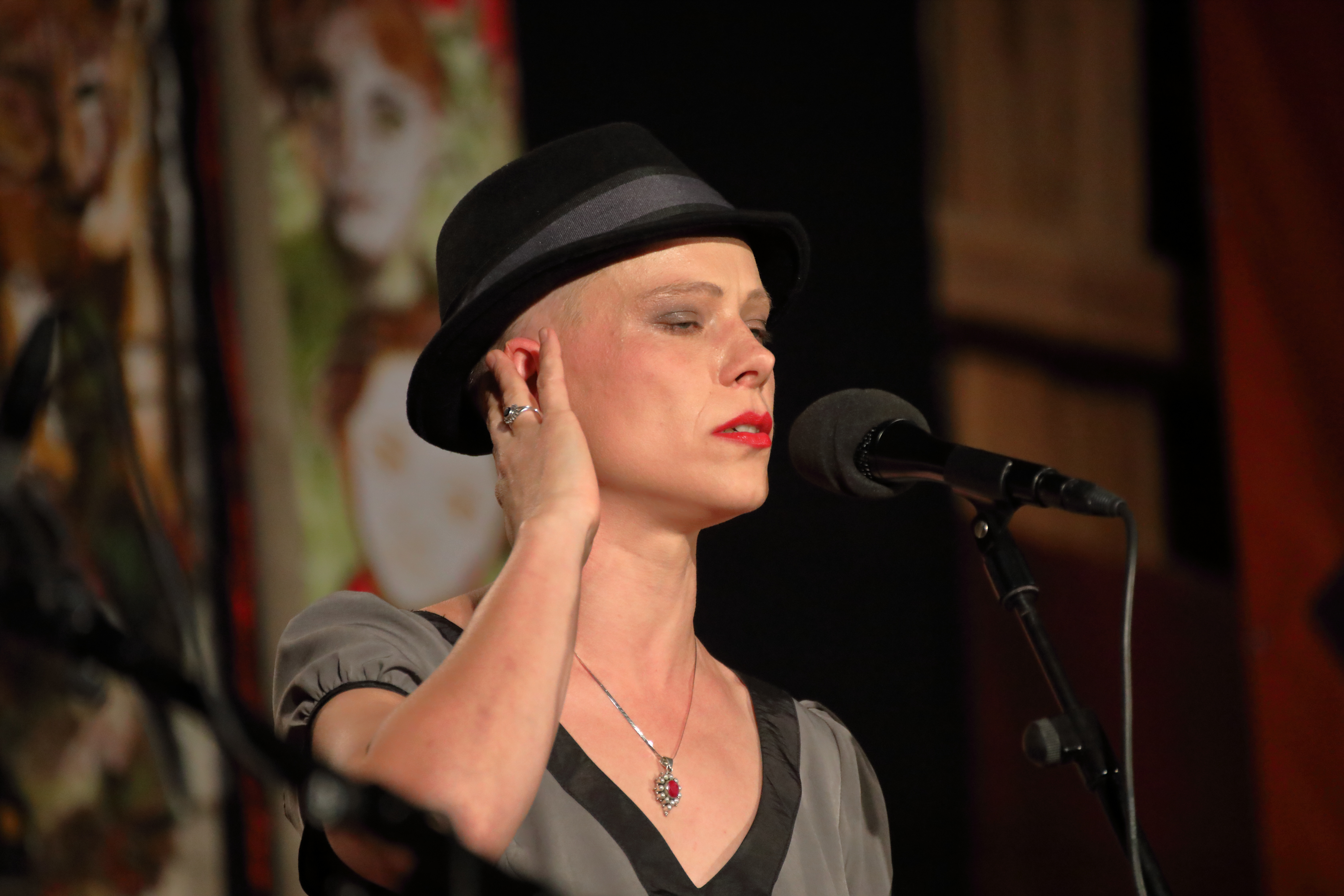
Anna-Maria Hefele mit Supersonus auf dem INNtöne Jazzfestival 2019

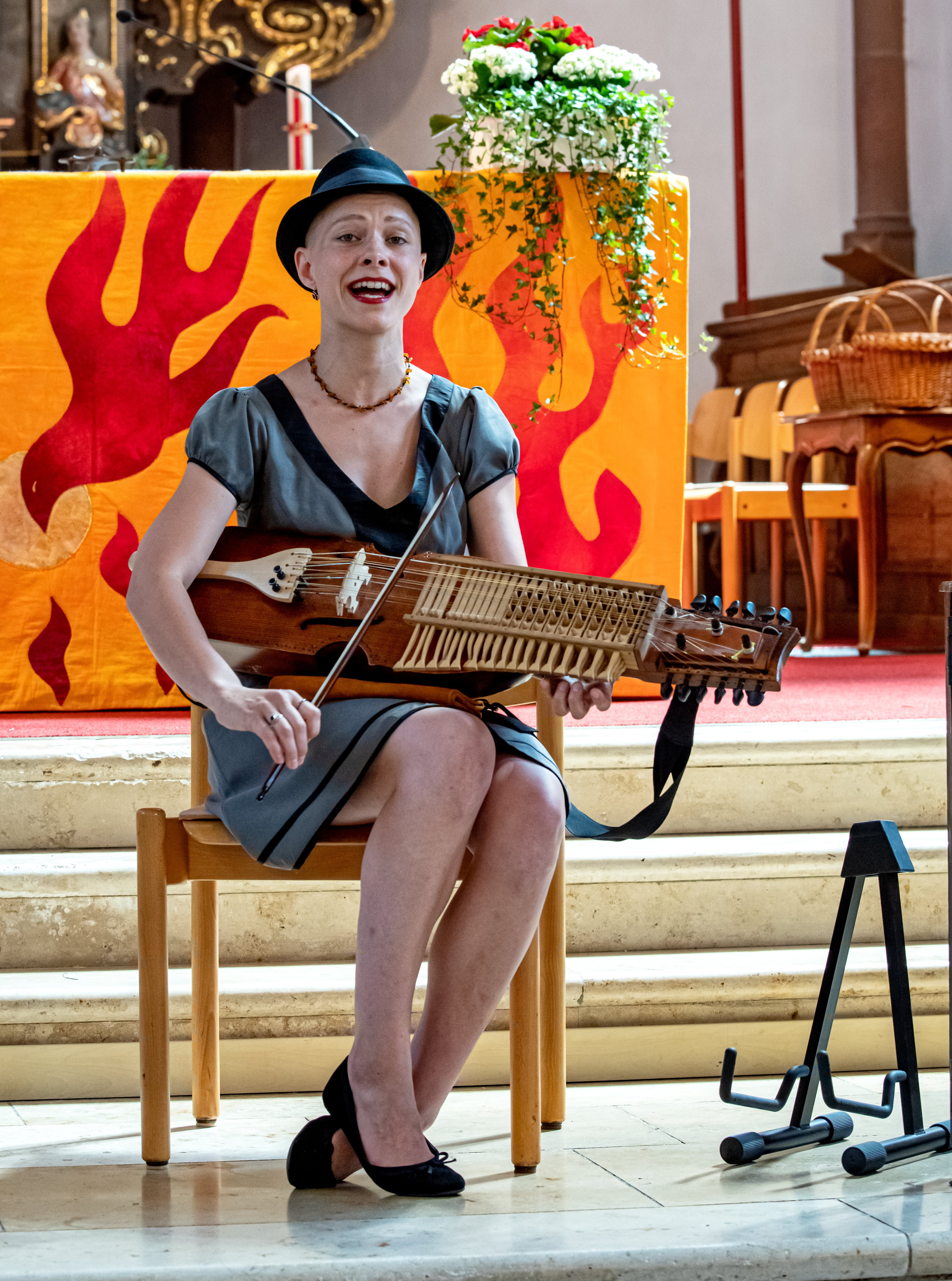
Anna-Maria Hefele beim Black Forrest Voices Festival in der Kirchzartener Kirche St. Gallus am 30. Juni 2019

Anna-Maria Hefele ist eine deutsche Musikpädagogin, Sängerin und Stimmkünstlerin. Neben Gesang und Obertongesang beherrscht sie Harfe, Mandoline, Nyckelharpa und Schwegel.

## Leben und Wirken
Seit 2005 beschäftigt sie sich mit dem Obertongesang, erste Solo-Kompositionen hierzu folgten ab 2006. Im selben Jahr begann sie mit dem Bau von Musikinstrumenten für den Eigenbedarf. Von 2005 bis 2009 absolvierte sie eine Ausbildung zur Anschauungsmodellbauerin, worin sie Jahrgangsbeste Deutschlands wurde. Das Studium der elementaren Musik- und Tanzpädagogik mit Hauptfach Gesang am Carl Orff Institut des Mozarteum Salzburg schloss sie im Jahr 2014 mit dem Bachelor of Arts ab. Sie lebt in Passau.
Hefele ist in mehreren Ensembles tätig und leitet als Musikpädagogin Workshops für Obertongesang, Jodeln und Stimmimprovisation.

## Engagements
- 2010 bis 2012: Sängerin und Obertonsängerin im Stück Garden of Other beim Ballett des Nationaltheaters Mannheim
- 2013: Mitwirkung in der Tanztheaterproduktion Die Füße und Ohren der Engel – Leben mit Ersatzteilen von Yvonne Pouget
- 2014: Mitwirkung in der Tanztheaterproduktion La Cattedrale Nel Vento.
- Obertonsolistin in Supersonus - the European resonance ensemble[2]
- Obertonsolistin im Orchester der Kulturen[3] unter der Leitung von Adrian Werum
- Sängerin im Deutschen Jugendkammerchor unter der Leitung von Göstl, im Obertonchor München[4] unter der Leitung von Matthias Privler
- Sängerin beim Europäischen Obertonchor[5] unter der Leitung von Steffen Schreyer und Wolfgang Saus
- Mitglied bei den Garchinger Pfeifern[6] unter der Leitung von Gerd Pöllitsch (Schwerpunkt: ursprüngliche alpenländische Volks- und Pfeifermusik)